# Халихенна ульд ар-Рашид
Халихенна ульд ар-Рашид (араб. خليهن ولد الرشيد‎, род. в ноябре 1951 года в Эль-Аюне, тогда на территории Испанской Сахары) — марокканский государственный и политический деятель, председатель Королевского Консультативного Совета по делам Сахары. Он был назначен на этот пост королём Мохаммедом VI.

## Биография
Родился во влиятельной семье сахарского племени регибат, учился в Мадридском центральном университете. В ноябре 1975 года Марокко решило запустить Зелёный марш, в результате которого восстановились южные провинции. Халихенна ульд ар-Рашид был близким помощником короля Хасана II по стратегическим, политическим, дипломатическим и вопросам безопасности во время подготовки к маршу.
Когда испанцы покинули сахарские провинции в 1975 году, Халихенна присягнул в верности королю Марокко, в ответ король страны велел ему мобилизовать усилия по ратификации Мадридских соглашений в Организации Объединённых Наций.
Во время правления Хасана II, Халихенна был назначен министром по делам Сахары с 1977 года по 1995 год в составе третьего правительства Карима Амрания. В 1977 году он был избран депутатом совета города Эль-Аюна и стал членом Комитета и Исполнительного совета партии Национального собрания независимых, которую он оставил в начале 1981 для участия в создании Национально-демократической партии. Халихенна также занимал пост главы муниципального совета города Эль-Аюн с 1983 года. Он также возглавлял несколько королевских дипломатических миссий в Организации Объединенных Наций и Организации Движения неприсоединения и Организации африканского единства. В 2000 году король Мухаммед VI велел ему принимать участие в переговорах во главе с Джеймсом Бейкером в Лондоне и Берлине. 25 марта 2006 года король назначил его председателем Королевского консультативного совета по делам Сахары.

### Семья
Его брат Мулай Хамди ульд ар-Рашид занимает пост главы муниципального совета города Эль-Аюна после победы в муниципальных выборах в 2009 году.